# حفاظت گود (ژئوتکنیک)

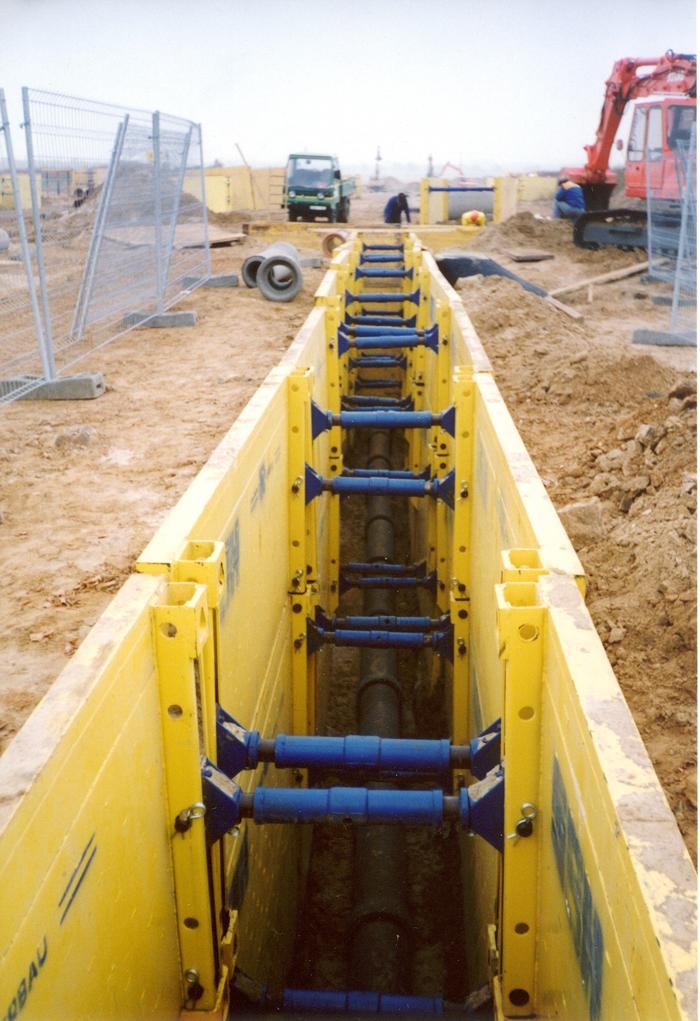

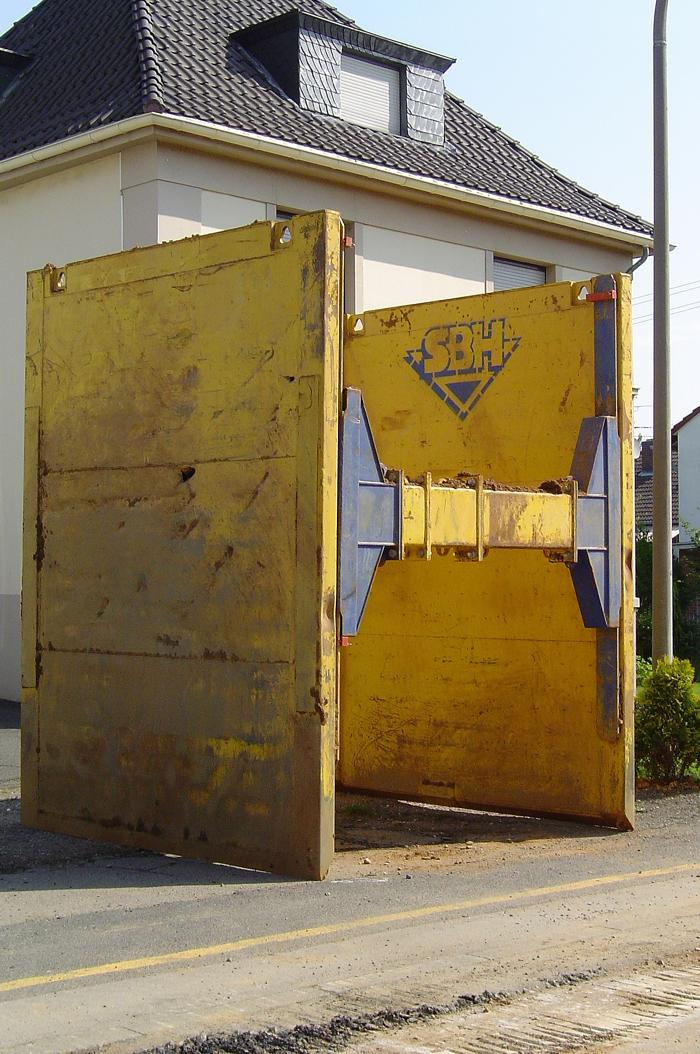

حفاظت گود فرایند مهار دیوارهای گود خاکبرداری برای جلوگیری از ریزش است. این عبارت همچنین می‌تواند به عنوان یک اسم برای اشاره به مصالح مورد استفاده در این فرایند استفاده شود.
از روشهای مختلفی می‌توان برای پیشبرد حفاظت یک گود استفاده کرد. حفاظت هیدرولیک استفاده از پیستون‌های هیدرولیکی است که می‌توانند به بیرون پمپ شود تا به دیوارهای گود فشار وارد کنند. آنها معمولاً با صفحه فولادی یا تخته سه لا مخصوصی به نام Finform همراه می‌باشند. روش دیگری به نام تیر و صفحه نامیده می‌شود که در آن تیرهای فولادی I شکل به داخل زمین رانده می‌شوند و صفحات فولادی در بین آنها گنجانده می‌شوند. روشی مشابه که از تخته‌های چوب استفاده می‌کند، تخته کوبی وادار نامیده می‌شود. روش حفاظت هیدرولیک سریعتر و آسان‌تر بوده و بیشتر مورد استفاده است. روش‌های دیگر برای کاربردهای طولانی مدت یا حفاری‌های بزرگتر مناسب تر است، که مورد استفاده قرار گیرند.
حفاظت گود خاکبرداری، نباید با حفاظ به معنی محافظ گود اشتباه گرفته شود. حفاظت یک گود، برای جلوگیری از ریزش جدار گود طراحی شده‌است، در حالی که محافظ فقط برای محافظت از کارگران در صورت وقوع ریزش جدار گود طراحی شده‌است. اکثر متخصصان موافق این نظر هستند که حفاظت یک گود رویکرد امن تر این دو روش است.